# Alenquer (vino)
Alenquer es una denominación de origen controlada (DOC) portuguesa para vinos producidos en la región demarcada de Alenquer, que abarca exclusivamente el concejo de Alenquer, situado a orillas del Tajo, en el centro de Portugal. En esta región los viñedos forman grandes manchas continuas, acompañando al relieve y extendiéndose por laderas y valles. 
Los vinos de Alenquer, especialmente los blancos, eran muy apreciados ya en el siglo XIV en Inglaterra y obtuvieron un gran éxito en la Exposición de Londres de 1890. 

## Variedades de uva
- Tintas: Tinta Roriz, Castelão, Tinta Miúda, Touriga Nacional y Trincadeira.
- Blancas: Arinto (Pedernã), Fernão Pires (Maria Gomes), Rabo de Ovelha, Seara Nova y Vital.